# Anas Zniti
Anas Zniti (en árabe: أنس الزنيتي‎; Fez, 28 de octubre de 1988) es un futbolista marroquí que juega en la demarcación de portero para el Al-Wasl F. C. de la UAE Pro League.

## Selección nacional
Tras jugar con la selección de fútbol sub-20 de Marruecos y con la sub-23, finalmente el 8 de enero de 2013 hizo su debut con la selección absoluta en un encuentro amistoso contra Zambia que finalizó con un resultado de empate a cero. Además disputó siete partidos del Campeonato Africano de Naciones de 2018, incluyendo la final contra Nigeria.

## Clubes
| Club            | País                   | Año       | Partidos | Goles |
| --------------- | ---------------------- | --------- | -------- | ----- |
| MAS Fez         | Marruecos              | 2006-2013 | 107      | 0     |
| FAR Rabat       | Marruecos              | 2013-2015 | 58       | 0     |
| Raja Casablanca | Marruecos              | 2015-2025 | 349      | 1     |
| Al-Wasl F. C.   | Emiratos Árabes Unidos | 2025-     |          |       |

## Palmarés

### Campeonatos nacionales
| Título                      | Club            | País      | Año  |
| --------------------------- | --------------- | --------- | ---- |
| Copa del Trono              | MAS Fez         | Marruecos | 2011 |
| Copa del Trono              | Raja Casablanca | Marruecos | 2017 |
| Liga de Fútbol de Marruecos | Raja Casablanca | Marruecos | 2020 |
| Liga de Fútbol de Marruecos | Raja Casablanca | Marruecos | 2024 |

### Campeonatos internacionales
| Título                          | Club            | País      | Año  |
| ------------------------------- | --------------- | --------- | ---- |
| Copa Confederación de la CAF    | MAS Fez         | Marruecos | 2011 |
| Supercopa de la CAF             | MAS Fez         | Marruecos | 2012 |
| Campeonato Africano de Naciones | Marruecos       | Marruecos | 2018 |
| Copa Confederación de la CAF    | Raja Casablanca | Marruecos | 2018 |
| Supercopa de la CAF             | Raja Casablanca | Marruecos | 2019 |
| Campeonato Africano de Naciones | Marruecos       | Marruecos | 2020 |
| Copa Confederación de la CAF    | Raja Casablanca | Marruecos | 2021 |

### Distinciones individuales
| Distinción                                       | Año                    |
| ------------------------------------------------ | ---------------------- |
| Mejor portero en Liga de Campeones de la CAF     | 2020                   |
| Mejor portero en Campeonato Africano de Naciones | 2018, 2020             |
| Mejor portero en Copa Confederación de la CAF    | 2011, 2018, 2021       |
| Mejor portero en Liga de Fútbol de Marruecos     | 2011, 2017, 2020, 2021 |